# Линчевание Уилли Эрла
Линчевание Уилли Эрла — инцидент произошедший в Гринвилле, Южная Каролина, 16 февраля 1947 года, когда Уилли Эрл, 24-летний темнокожий мужчина, был арестован, а затем выведен из тюремной камеры и убит. Этот случай считается последним линчеванием на расовой почве в Южной Каролине. Последующий судебный процесс привлек большое внимание средств массовой информации, и Ребекка Уэст освещала его для The New Yorker . В результате судебного разбирательства был оправдан 31 белый мужчина, обвиненный в убийстве Эрла.

## Арест и линчевание
15 февраля таксист Гринвилля по имени Томас Уотсон Браун был ограблен и зарезан в округе Пикенс. На основании косвенных улик Эрлу было предъявлено обвинение в нападении на Брауна, на следующий день он был арестован в доме своей матери и доставлен в окружную тюрьму. Вечером 16 февраля колонна таксистов подъехала к тюрьме и насильно добилась освобождения Эрла. Они избили Эрла, нанесли ему ножевые ранения и застрелили.
Стром Турмонд, новоизбранный губернатор штата, осудил убийство. Турмонд приказал полиции штата работать вместе с ФБР и вызвал главного прокурора Южной Каролины, солиситора Роберта Т. Эшмора, для рассмотрения дела. За несколько дней после убийства Эрла было допрошено более 150 подозреваемых, и 31 человек, кроме трех, были водителями такси, были обвинены в преступлении. Многие из мужчин подписали признания, и некоторые из них назвали Рузвельта Карлоса Херда лидером мафии, а также тем, кто убил Эрла из дробовика.

## Суд
Судебный процесс начался в здании суда округа Гринвилл 5 мая 1947 года под председательством судьи Дж. Роберта Мартина. В дополнение к освещению Уэста для The New Yorker журнал Life был представлен репортером и фотографом, а в зале суда присутствовали национальные и международные информационные агентства.

## Последствия
23 мая "Нью-Йорк Таймс " написала в редакционной статье: «Закон одержал победу, хотя убийцы Уилли Эрла не будут наказаны за то, что они сделали. Создан прецедент. Члены суда Линча теперь могут знать, что они не пользуются всеобщим одобрением, даже в своих собственных опозоренных сообществах, и они могут начать опасаться, что когда-нибудь, при наличии достаточных доказательств и достаточной храбрости, суд присяжных на юге обвинительный приговор».
В 1950 году юристы из NAACP, сославшись на положение конституции штата от 1895 года, оценивающее финансовую ответственность за линчевание, добились от округа Гринвилл мирового соглашения на сумму 3000 долларов от имени семьи Эрла. В том же году тогдашний представитель штата Фриц Холлингс написал законопроект о борьбе с линчеванием, который стал основой другого закона, пункты которого предусматривали смертную казнь в качестве наказания за линчевание. «В Южной Каролине больше не было линчевания».

## Память
В 2010 году рядом с местом убийства Уилли Эрла был установлен исторический памятник.

## Использованная литература
1. 1 2 3  Moredock, Will (14 февраля 2007). The Good Fight, the Last Lynching. The Charleston City Paper. Архивировано 1 августа 2020. Дата обращения: 18 июля 2022.
2. 1 2 3 4  Bass, Jack. The Palmetto State: The Making of Modern South Carolina / Jack Bass, W. Scott Poole. — University of South Carolina Press, 2012. — ISBN 9781611171327.
3. 1 2  Moredock, Will (14 февраля 2007). The Good Fight, the Last Lynching. The Charleston City Paper. Архивировано 1 августа 2020. Дата обращения: 18 июля 2022.Moredock, Will (February 14, 2007). «The Good Fight, the Last Lynching» Архивная копия от 1 августа 2020 на Wayback Machine. The Charleston City Paper.

## Дальнейшее чтение
- Gravely, William B. They Stole Him Out of Jail: Willie Earle, South Carolina's Last Lynching Victim. — University of South Carolina Press, 2019. — ISBN 9781611179385.